# Moseniella ulei
Moseniella ulei är en bladmossart som beskrevs av A. Koponen 1977. Moseniella ulei ingår i släktet Moseniella och familjen Splachnaceae. Inga underarter finns listade i Catalogue of Life.